# Eddie Ek
Eddie Tony Oliver Ek, född 9 oktober 1995 i Björnekulla församling, Kristianstads län,
 är en svensk politiker som representerar Alternativ för Sverige. Han var mellan november 2014 och mars 2018 oppositionsråd i Åstorps kommun för Sverigedemokraterna. I mars 2018 gick Ek ur Sd och blev politisk vilde, dock med partitillhörigheten Alternativ för Sverige, fram till valet samma år då han förlorade sin plats eftersom AfS inte fick några mandat. Han var även 2:e vice ordförande för Sverigedemokratisk Ungdom (SDU) drygt en månad mellan september och oktober 2015.

## Biografi
Eddie Ek studerade under sin gymnasietid samhällsvetenskap med fotbollsinriktning på Rönnegymnasiet i Ängelholm och har därefter bland annat studerat arbetsvetenskap i Alnarp.
Den 2 november 2014 valdes Eddie Ek till oppositionsråd i Åstorps kommun och blev därmed Sveriges yngsta kommunalråd. Ungefär tre veckor senare blev han invald i Sverigedemokratisk Ungdoms styrelse som suppleant med Gustav Kasselstrand som ordförande. Drygt två månader senare kom Eddie Ek återigen att uppmärksammas, men då i samband med att Sverigedemokraterna och Moderaterna i Åstorp kommit överens om att ha en valteknisk samverkan med varandra i Socialnämnden.
Under uteslutningshärvan mot ett flertal personer i Sverigedemokraterna och Sverigedemokratisk Ungdom valde Eddie Ek tillsammans med flera andra att skriva under en debattartikel som tog Gustav Kasselstrand och William Hahne i försvar och han lanserades senare som kandidat till 2:e vice posten i Sverigedemokratisk Ungdom under Jessica Ohlson och Adam Berg. Efter att Jessica Ohlson vann ordförandestriden mot partiledningens kandidat Tobias Andersson blev Eddie Ek vald till 2:e vice ordförande i Sverigedemokratisk Ungdom och senare valdes han även till förbundssekreterare. Efter att Sverigedemokraterna valde att bryta med Sverigedemokratisk Ungdom valde Eddie Ek att lämna Sverigedemokratisk Ungdom med syftet att enbart satsa på sin roll som oppositionsråd.
Under Sverigedemokraternas landsdagar i Lund 27-29 november 2015 valde Eddie Ek att öppet kritisera partiledningen efter att man valt att utesluta Gustav Kasselstrand och William Hahne, samt för att man valde att bryta med Sverigedemokratisk Ungdom bakom ryggen på partiets medlemmar.
Den 12 mars 2018 meddelade Alternativ för Sverige att Eddie Ek lämnade Sverigedemokraterna för att ansluta sig till dem, således blev Eddie Ek politisk vilde i Åstorps kommun.